# 몬스터 헌터 스토리즈: 라이드 온
《몬스터 헌터 스토리즈: 라이드 온》(일본어: モンスターハンター ストーリーズ RIDE ON, 영어: Monster Hunter Stories: Ride On)은 캡콤의 비디오 게임 《몬스터 헌터 스토리즈》를 기반으로 한 일본의 텔레비전 애니메이션이다. 2016년 10월 2일부터 2018년 4월 1일까지 후지TV에서 방영되었으며, 국내에서는 2017년 7월 15일부터 카툰네트워크, JEI재능TV에서 첫 방송을 시작했으며 애니맥스, KBS 키즈에서 방영중이다.

## 줄거리
사람과 몬스터가 공존하는 세계, 몬스터를 사냥하는 자들인 헌터와 그 헌터들의 세계 한편에 몬스터와 인연을 맺고 함께 살아가는 자들인 라이더의 이야기를 그린 애니메이션이다.

## 등장인물과 몬스터

### 등장인물
- 류트 (성우: 타무라 무츠미/ 양정화)

이 작품의 주인공으로 세계 제일의 라이더를 꿈꾸는 밝고 활발한 소년이다. 라이더가 되기 위한 의식을 목전에 두고 기대로 가슴이 부푼 나날을 보내고 있다.
- 네비루 (성우: M·A·O/문남숙)

류트와 함께 살고있는 말하는 고양이로 그는 아이루 중 특이한 모습을 가졌다. 우쭐대길 좋아하는 촐랑이이다.
- 슈벨 (성우: 오오사카 료타/심규혁)

류트의 소꿉친구로 남의 마음을 잘 헤아려주는 상냥하고 따뜻한 성격을 지닌 인물이다. 훌륭한 라이더가 되어 엄마를 안심시켜드리고 싶어 한다.
- 리리아 (성우: 타카하시 미나미/ 하은진)

류트의 소꿉친구로 책임감이 강하고 밝은 성격을 지닌 인물이다. 바깥세상에 대한 동경이 강하고 여러 가지 것들을 보고 듣고 싶어 한다.
- 댄 (성우: 야나가타 쥰이치/엄상현)

류트와 친구들의 선배 라이더로 라이더들의 대장이다. 무골호인이라는 말이 잘 어울리는 성격이 좋고 책임감이 강하다. 마을 어른들이 수많은 일들을 군말 없이 착실히 해내고 후배들을 잘 돌봐준다.
- 옴나 촌장 (성우: 고토 테츠오/ 김인)

하쿰 마을에 촌장이다.
- 효로 (성우: 무라세 미치요/ 김현지)

류트와 같은 수습 라이더이자 지니의 동생이다.
- 지니 (성우: 우치다 유우마/엄상현)

라이더들 중 댄 밑에 선배이자 효로의 형, 엄격한 성격을 가졌다.
- 미르 (성우: 아사이 아야카/ 조현정)

류트와 같은 수습 라이더, 똑 부러지는 성격을 가졌다.
- 리베르토 (성우: 스기타 토모카즈/ 정재헌)

뛰어난 사냥 기술헌터, 라이더들의 이해자이기도 하다.
- 아유리아 (성우: 마키노 유이)
- 시몬 (성우: 미즈키 나나/김새해)
- 노르 (성우: 오오야마 타카노리)
- 스톤 (성우: 야마모토 이타루)

### 몬스터
- 리오레우스
- 리오레이아
- 키린
- 진오우거
- 티가렉스
- 나르가쿠르가
- 얀쿡크
- 푸루푸루
- 벨리오로스
- 아오아시라
- 도스람포스
- 라기아크루스